# جوني نيومان (لاعب كرة قدم)
جوني نيومان (بالإنجليزية: Johnny Newman)‏ (13 ديسمبر 1933 بهيرفورد في المملكة المتحدة - ) هو مدرب كرة قدم ولاعب كرة قدم بريطاني في مركز الدفاع. لعب مع برمنغهام سيتي وليستر سيتي ونادي بليموث أرجايل ونادي إكزتر سيتي.

## وصلات خارجية
- جوني نيومان على موقع قاعدة بيانات كرة القدم.إي يو (الإنجليزية)
- جوني نيومان على موقع Soccerbase.com (مدرب) (الإنجليزية)